# Chris Turner (voetballer, 1958)
Christopher Robert "Chris" Turner (Sheffield, 15 september 1958) is een Engels voormalig doelman in het betaald voetbal. Turner stond onder de lat bij onder meer Sheffield Wednesday, Manchester United en Sunderland. Na zijn loopbaan als speler werd hij actief als coach.

## Clubcarrière
Turner begon als 18-jarige doelman bij Sheffield Wednesday in 1976. Hij groeide als kind op in de stad Sheffield en werd er ook geboren. In juli 1979 verkaste Turner voor 80.000 Britse pond naar Sunderland, waar hij zes jaar lang eerste doelman was. Hij promoveerde met de Black Cats naar de Football League First Division in 1980, nog maar zijn eerste seizoen bij Sunderland. In 1985 verloor hij met Sunderland ook de finale van de League Cup. Met name tegen Norwich City werd met 1–0 verloren.
Manchester United kocht de doelman in 1985 van Sunderland voor de som van 250.000 Britse pond. Gary Bailey, een Welshman even oud als hij, was zijn voornaamste concurrent. Later sprong ook de Schotse nationale doelman Jim Leighton in de dans. Manager Alex Ferguson kende Leighton van hun successen bij het Schotse Aberdeen. Turner verliet Old Trafford in 1988.
Turner besloot terug te keren naar het oude nest: Hillsborough en dus tweedeklasser Sheffield Wednesday. In de persoon van Kevin Pressman was daar een jong talent opgestaan en ook de Engelse nationale goalie Chris Woods werd een concurrent van Turner.
Turner speelde desondanks toch 75 competitiewedstrijden voor Sheffield en won de League Cup in 1991. Zijn voormalige club Manchester United werd met 0–1 verslagen dankzij de Ierse doelpuntenmaker John Sheridan en het sterke keeperswerk van Turner. Datzelfde seizoen 1990/91 dwong Turner met Sheffield promotie af naar de Football League First Division. Turner verliet Sheffield Wednesday vervolgens.
Turner sloot zijn carrière drie jaar later af bij zijn laatste club Leyton Orient.

## Trainerscarrière
Turner werd na zijn carrière als doelman actief als trainer van Leyton Orient, Sheffield Wednesday, Hartlepool United en Stockport County.

## Erelijst
| Competitie          |                     |                     |
| Competitie          | Aantal              | Jaren               |
| Sheffield Wednesday | Sheffield Wednesday | Sheffield Wednesday |
| ------------------- | ------------------- | ------------------- |
| League Cup          | 1×                  | 1990/91             |